# Олександрівська волость (Костянтиноградський повіт)
Олександрівська волость — історична адміністративно-територіальна одиниця Костянтиноградського повіту Полтавської губернії з центром у селі Олександрівка (Редківка).
Станом на 1885 рік складалася з 25 поселень, 24 сільських громад. Населення 7261 особи (3644 чоловічої статі та 3617 — жіночої), 1072 дворових господарств.
|                     | Площа, десятин | У тому числі орної, дес. |
| ------------------- | -------------- | ------------------------ |
| Сільських громад    | 3895           | 3475                     |
| Приватної власності | 34901          | 13107                    |
| Казенної власності  | —              | —                        |
| Іншої власності     | 153            | 153                      |
| Загалом             | 38749          | 16735                    |

- Олександрівка (Редківка) — колишнє власницьке село при струмку Вошива за 25 верст від повітового міста, 422 особи, 53 дворових господарств, православна церква, поштова станція, постоялий будинок, лавка, 3 вітряних млинів.
- Абазівка (Шейдеманівка) — колишнє власницьке село при струмку Берестова, 542 особи, 88 дворових господарств, постоялий будинок, 6 вітряних млинів.
- Займанська — колишнє власницьке село при річці Оріль, 576 осіб, 101 дворових господарств, постоялий будинок, 3 вітряних млинів.